# Pendrin

Die Rolle von Pendrin bei der Schilddrüsenhormonsynthese

Pendrin ist ein Ionenkanal, der apikal in Thyreozyten liegt und das durch den Natrium-Iodid-Symporter aufgenommene Iodid in den kolloidalen Raum des Schilddrüsenfollikels weitergibt.
Pendrin kann ebenfalls im proximalen Teil der Henle´schen Schleife des Nephrons nachgewiesen werden. Hier tauscht es an der luminalen Membran Chlorid Ionen gegen Formiat im Antiport aus. Somit hat es hier entscheidenden Anteil an der transmembranösen Chlorid Resorption.   
Pendrin kann neben Iodid auch Sulfat und Chlorid transportieren.